# بين كيلباتريك
بين كيلباتريك (بالإنجليزية: Ben Kilpatrick) هو راعي البقر أمريكي، ولد في 5 يناير 1874 في مقاطعة كولمان في الولايات المتحدة، وتوفي في 12 مارس 1912 في ساندرسون في الولايات المتحدة بسبب إصابة بعيار ناري.